# 몬초 힐
라몬 "몬초" 힐 세케이로스(스페인어: Ramón "Moncho" Gil Sequeiros; 1897년 8월 16일, 갈리시아 주 비고 ~ 1965년 1월 18일, 갈리시아 주 비고)는 스페인의 축구 선수로, 1920 올림픽에 참가했다.

## 클럽 경력
그는 1923년부터 1927년까지 셀타 비고에서 활약했다.

## 국가대표팀 경력
그는 1920 올림픽의 축구 대회에서 은메달을 획득한 스페인의 원년 선수단원이다.
그는 벨기에 안트베르펜에서 열린 이 대회에서 이탈리아와의 경기와 네덜란드와의 경기에 두 번 출전하였고, 두 번 모두 승리했다.

## 사생활
그는 비고 출신이다.

## 수상

### 국가대표팀
스페인
- 올림픽 은메달: 1920

### 일반
- 몬초 힐 - databaseOlympics (보존)
- Evans, Hilary; Gjerde, Arild; Heijmans, Jeroen; Mallon, Bill. “몬초 힐”. 《Olympics at Sports-Reference.com》. Sports Reference LLC. 2020년 4월 18일에 원본 문서에서 보존된 문서.

### 상세
1. ↑  몬초 힐 - SportsReference (영어)
2. 1 2  몬초 힐 - EU-Football (영어)